# 芬斯拉不等式
芬斯拉不等式（Finsler's Inequality）是一条反映了三角形三边与其面积之间的关系的几何不等式。
设△ABC的三边长分别为{\displaystyle a}, {\displaystyle b}, {\displaystyle c}，面积为{\displaystyle S}，则
{\displaystyle a^{2}+b^{2}+c^{2}\geq 4{\sqrt {3}}S}  （当且仅当{\displaystyle a=b=c}时，等号成立）……（1）
证明一：如图，因任意△ABC的三条高至少有一条在△ABC内，不妨设BC边上的高AD在△ABC内，设{\displaystyle AD=h}，{\displaystyle BD=m}，{\displaystyle DC=n}，则有
{\displaystyle a^{2}=(m+n)^{2}}，{\displaystyle b^{2}=h^{2}+n^{2}}，{\displaystyle c^{2}=h^{2}+m^{2}}，{\displaystyle S={\frac {(m+n)h}{2}}}，
∵{\displaystyle [h-{\tfrac {{\sqrt {3}}(m+n)h}{2}}]^{2}+[{\tfrac {(m-n)h}{2}}]^{2}\geq 0}  ……（2）
等号当且仅当{\displaystyle h={\tfrac {{\sqrt {3}}(m+n)}{2}}}，且{\displaystyle m=n}时，即△ABC为正三角形时成立。展开（2）式并整理可得
{\displaystyle (m+n)^{2}+h^{2}+n^{2}+h^{2}+m^{2}\geq 2{\sqrt {3}}(m+n)h}，
∴ {\displaystyle a^{2}+b^{2}+c^{2}\geq 4{\sqrt {3}}S}。（当{\displaystyle a=b=c}时，等号成立）
注：证明的关键是巧妙在构造不等式（2），为此必须首先猜想到当{\displaystyle a=b=c}时，正三角形的面积最大，此时有{\displaystyle m=n}，{\displaystyle h={\tfrac {{\sqrt {3}}(m+n)}{2}}}，利用这两个公式就可造出不等式（2）。

证明二：由余弦定理及三角形面积公式，
{\displaystyle a^{2}+b^{2}+c^{2}-4{\sqrt {3}}S}
{\displaystyle =a^{2}+b^{2}+(a^{2}+b^{2}-2ab\cos C)-2{\sqrt {3}}ab\sin C}
{\displaystyle =2(a^{2}+b^{2}-2ab\sin(C+{\frac {\pi }{6}}))}
{\displaystyle \geq 2(a^{2}+b^{2}-2ab)=2(a-b)^{2}\geq 0}
当且仅当{\displaystyle a=b}，∠C=60°，即{\displaystyle a=b=c}时，等号成立。

## 芬斯拉不等式的推广
1、若a、b、c、d为四边形的四条边，S为其面积，则有
{\displaystyle a^{2}+b^{2}+c^{2}+d^{2}\geq 4S}
等号当且仅当四边形为正方形时成立。
2、若{\displaystyle L_{1}}、{\displaystyle L_{2}}、……、{\displaystyle L_{n}}为n边形的边长，S为其面积，则有
{\displaystyle L_{1}^{2}+L_{2}^{2}+}……{\displaystyle L_{n}^{2}\geq 4S\tan {\tfrac {\pi }{n}}(n\geq 3)}
等号当且仅当这个n边形为正n边形时成立。